# Sede ao Pote
Sede ao Pote é a terceira faixa do álbum Paraíso Portátil da banda Selvagens à Procura de Lei. Foi composta pelo guitarrista Rafael Martins e produzida por Paul Ralphes. A música é um grito de liberdade com influência na música cearense dos anos 70, cantada pelo próprio guitarrista, que surpreende cantando em falsete.

## História
Rafael em entrevista ao Tenho Mais Discos que Amigos diz "Essa letra fala basicamente do meu ano de 2017, quando tudo na minha vida pessoal estava um caco e, mesmo assim, ainda encontrava forças para seguir. Tratei “Sede Ao Pote” mais como um sintoma do que uma expressão. Lembro que o Nicholas, quando ouviu, comentou “Rafa, o certo seria ‘Eu vou com sede ao pote’ e só percebi depois que usei a expressão de forma diferente (“eu tenho sede ao pote”), algo relacionado à ansiedade e pressa que eu sentia naquele momento.". Quando perguntado sobre os falsetes pós-refrão continua "A parte que canto em falsete encaixou como se fosse um freio na letra e na música como um todo, que segue confessional, expondo minhas feridas e afirmando pra mim mesmo que independente de qualquer coisa eu não iria me entregar tão fácil para as fraquezas."

## Versão com Lucy Alves
Em 2021, a música ganhou uma versão acústica e mais "nordestina" com a cantora Lucy Alves. Em vídeo publicado em seu Instagram, Lucy declara sua alegria em gravar a nova versão. “A canção fala de sentimentos, de emoção, das coisas que estão guardadas aqui no peito. Ela é muito especial para os dias que estamos passando. Ela fala dessa nossa busca, vontade de viver. Espero que vocês se emocionem muito”. O tom da música mudou para equalizar as vozes e o estilo também. Lucy, que toca 12 instrumentos, traz canto, sanfona, bandolim e violão para “Sede ao Pote”. “(A canção) tem um toque mais nordestino. Foi adicionado mais instrumentos, uma coisa mais poética. A gente atingiu, com a parceria, o que a música pede. A Lucy é uma super artista, é um prazer fazer parceria com ela”, reflete Nicholas.

## Créditos

### Versão do Paraíso Portátil
- Rafael Martins - Guitarra e Voz
- Gabriel Aragão - Guitarra, Teclado e Voz
- Caio Evangelista - Baixo e voz
- Nicholas Magalhães - Bateria

### Versão com Lucy Alves
- Rafael Martins - Voz e Violão
- Lucy Alves - Voz, Sanfona, Violão e Bandolim
- Nicholas Magalhães - Bateria